# In a Perfect World…
In a Perfect World… (рус. В идеальном мире...) — дебютный студийный альбом американской певицы и автора песен Кери Хилсон, выпущенный 24 марта 2009 года. Основными продюсерами альбома являются Тимбалэнд, Polow da Don и Danja.
Из-за бюджетных проблем её лейбла и малоуспешных синглов, дата релиза (изначально — 2007 год) несколько раз переносилась.

## Коммерческий успех
Альбом дебютировал под #4 в американском чарте Billboard 200 и под #1 в чарте Top R&B/Hip-Hop Albums, с продажами 94 000 копий в первую неделю. In a Perfect World… получил золотую сертификацию за 500,000 проданных копий в США.

## Список композиций
| №   | Название                                               | Автор(ы) | Продюсер(ы)                     | Длительность |
| --- | ------------------------------------------------------ | --- | ------------------------------- | ------------ |
| 1.  | «Intro»                                                | |                                 | 1:30         |
| 2.  | «Turnin Me On» (featuring Lil Wayne)                   | Jamal Jones, Keri Hilson, Zak Wallace, Dwayne Carter                                                          | Polow da Don, Danja, Hilson     | 4:08         |
| 3.  | «Get Your Money Up» (featuring Keyshia Cole and Trina) | Jones, Hilson, Earl Hayes                                                                                     | Polow da Don, Danja, Hilson     | 3:16         |
| 4.  | «Return the Favor» (featuring Timbaland)               | Timothy Mosley, Hilson, Ezekiel Lewis, Balewa Muhammad, Patrick "J. Que" Smith, Candice Nelson, Walter Milsap | Timbaland, Milsap               | 5:29         |
| 5.  | «Knock You Down» (featuring Kanye West and Ne-Yo)      | Nate Hills, Hilson, Kevin Cossom, Shaffer Smith, Marcella Araica, West                                        | Danja, Hilson                   | 5:26         |
| 6.  | «Slow Dance»                                           | Hilson, Justin Timberlake, Jim Beanz, Jerome Harmon, King Soloman Logan, Johnkenum Deon Spivery               | Logan, Spivery, Hilson, Beanz   | 4:22         |
| 7.  | «Make Love»                                            | Jones, Ester Dean, Jason Perry                                                                                | Polow da Don, Perry, Hilson     | 5:22         |
| 8.  | «Intuition»                                            | Mosley, Hilson                                                                                                | Timbaland, Danja, Hilson        | 4:11         |
| 9.  | «How Does It Feel»                                     | Mosley, Hilson, Beanz                                                                                         | Timbaland, Danja, Hilson, Beanz | 3:58         |
| 10. | «Alienated»                                            | Hilson, Timothy Clayton, Cory Bold                                                                            | Bold, Danja, Hilson             | 4:34         |
| 11. | «Tell Him the Truth»                                   | Hills, Hilson, Araica                                                                                         | Danja, Hilson                   | 4:48         |
| 12. | «Change Me» (featuring Akon)                           | Jones, Dean, Matt Goss, Perry                                                                                 | Polow da Don                    | 4:54         |
| 13. | «Energy»                                               | Louis Biancaniello, Rico Love, Sam Watters, Wayne Wilkins                                                     | The Runaways                    | 3:30         |
| 14. | «Where Did He Go»                                      | Mosley, Hills, Hilson                                                                                         | Timbaland, Danja, Hilson        | 4:57         |

| №   | Название | Автор(ы)                                                                   | Продюсер(ы)     | Длительность |
| --- | -------- | -------------------------------------------------------------------------- | --------------- | ------------ |
| 15. | «Do It»  | Durrell Babbs, Joseph A Bereal Jr., Luke Boyd, Roy Hamilton, Anthony Jones | Jones, Hamilton | 4:17         |

| №   | Название    | Автор(ы)              | Продюсер(ы) | Длительность |
| --- | ----------- | --------------------- | ----------- | ------------ |
| 15. | «Quicksand» | Hilson, Hills, Araica | Danja       | 3:03         |

| №   | Название   | Автор(ы)                           | Продюсер(ы)     | Длительность |
| --- | ---------- | ---------------------------------- | --------------- | ------------ |
| 15. | «Hurts Me» | Mosley, Beanz, Nelson, Hannon Lane | Timbaland, Lane | 3:56         |

| №   | Название                                         | Автор(ы)                                                      | Продюсер(ы)      | Длительность |
| --- | ------------------------------------------------ | ------------------------------------------------------------- | ---------------- | ------------ |
| 15. | «Quicksand»                                      | Hilson, Hills, Araica                                         | Danja            | 3:03         |
| 16. | «Do It»                                          | Babbs, Bereal, Boyd, Hamilton, Jones                          | Tank, Hamilton   | 4:17         |
| 17. | «The Way I Are» (featuring Timbaland and D.O.E.) | Hilson, Lewis, Muhammad, Nelson, Mosley, Hills, John Maultsby | Timbaland, Danja | 2:59         |

| №   | Название                                              | Автор(ы)                                                 | Продюсер(ы)      | Длительность |
| --- | ----------------------------------------------------- | -------------------------------------------------------- | ---------------- | ------------ |
| 15. | «The Way I Are» (featuring Timbaland and D.O.E.)      | Hilson, Lewis, Muhammad, Nelson, Mosley, Hills, Maultsby | Timbaland, Danja | 2:59         |
| 16. | «Scream» (featuring Timbaland and Nicole Scherzinger) | Hilson, Mosley, Hills                                    | Timbaland, Danja | 5:29         |

| №   | Название                                              | Автор(ы)                                                 | Продюсер(ы)      | Длительность |
| --- | ----------------------------------------------------- | -------------------------------------------------------- | ---------------- | ------------ |
| 15. | «The Way I Are» (featuring Timbaland and D.O.E.)      | Hilson, Lewis, Muhammad, Nelson, Mosley, Hills, Maultsby | Timbaland, Danja | 2:59         |
| 16. | «Scream» (featuring Timbaland and Nicole Scherzinger) | Hilson, Mosley, Hills                                    | Timbaland, Danja | 5:29         |
| 17. | «Hurts Me»                                            | Nelson, Beanz, Mosley, Lane                              | Timbaland, Lane  | 3:56         |

I Like edition
| №   | Название                                              | Автор(ы)                                                 | Продюсер(ы)      | Длительность |
| --- | ----------------------------------------------------- | -------------------------------------------------------- | ---------------- | ------------ |
| 15. | «The Way I Are» (featuring Timbaland and D.O.E.)      | Hilson, Lewis, Muhammad, Nelson, Mosley, Hills, Maultsby | Timbaland, Danja | 2:59         |
| 16. | «Scream» (featuring Timbaland and Nicole Scherzinger) | Hilson, Mosley, Hills                                    | Timbaland, Danja | 5:29         |
| 17. | «Do It»                                               | Babbs, Bereal, Boyd, Hamilton, Jones                     | Tank, Hamilton   | 4:17         |
| 18. | «I Like»                                              | David Jost, Robin Grubert                                | Jost, Grubert    | 3:36         |

| №   | Название                                              | Автор(ы)                                                 | Продюсер(ы)      | Длительность |
| --- | ----------------------------------------------------- | -------------------------------------------------------- | ---------------- | ------------ |
| 15. | «The Way I Are» (featuring Timbaland and D.O.E.)      | Hilson, Lewis, Muhammad, Nelson, Mosley, Hills, Maultsby | Timbaland, Danja | 2:59         |
| 16. | «Scream» (featuring Timbaland and Nicole Scherzinger) | Hilson, Mosley, Hills                                    | Timbaland, Danja | 5:29         |
| 17. | «Do It»                                               | Babbs, Bereal, Boyd, Hamilton, Jones                     | Tank, Hamilton   | 4:17         |
| 18. | «I Like»                                              | Jost, Grubert                                            | Jost, Grubert    | 3:36         |
| 19. | «Hurts Me»                                            | Nelson, Beanz, Mosley, Lane                              | Timbaland, Lane  | 3:56         |
| 20. | «I Like» (Remix)                                      | Jost, Grubert                                            | Jost, Grubert    |              |

## Над альбомом работали
| - Марчелло «Ms. Lago» Арейка — звукооператор, редактирование, микширование - Джо Бейкер — макияж - Мэтт Бэнг — помощник звукооператора - Джим Бинз — аранжировка, вокальная аранжировка, вокальный продюсер - Джулиано Бекор — фотограф - Кори Болд — музыкальное программирование, продюсер, инструментовка - Эррол Браун — стилист - Раваун Браун — вокал - Дрю Кастро — звукооператор - Тимоти Клейтон — вокал - Кейша Коул — приглашённый артист - Трина — приглашённый артист - Джимми Дуглас — микширование - Томас Дрейтон — гитара - Клифф Фейман — руководитель производства - Эрик Лив Флоренс — клавишные - Рик Фрейзер — A&R - Шерон Голт — макияж - Иветт Гейл — реклама - Карен Гудман — маркетинг - Марк Грей — микширование (помощник) - Карл Райан — финансы | - Канье Уэст — приглашённый артист - Берни Грандман — мастеринг - Кери Хилсон — аранжировка, вокальная аранжировка, вокальный продюсер - Джин-Мари Хорват — микширование - Стефани Хсу — творчество - Моник Идлетт — маркетинг - Тиффани Джонсон — маркетинг - Брайан Ли Джонс — звукооператор - Лил Уэйн — приглашённый артист - Тони Мазерати — микширование - Скотт Нотон — звукооператор - Ne-Yo — приглашённый артист - Джон Д. Нортен — звукооператор - Алекс Ортис — звукооператор - Бенджамин Рейд — звукооператор - Маркус Хейссер — A&R - Мэнни Смит — A&R - Эрик Спенс — A&R - Маркус Спенс — маркетинг - Тимбалэнд — продюсер, исполнительный продюсер, приглашённый артист - Янзе Зевос — творчество |

## Чарты
| Чарт (2009)                            | Высшая позиция |
| -------------------------------------- | -------------- |
| Австралия (ARIA)                       | 23             |
| Канада (Canadian Albums Chart)         | 13             |
| Германия (Media Control)               | 28             |
| Ирландия (Irish Albums Chart)          | 35             |
| Новая Зеландия (Recorded Music NZ)     | 16             |
| Швейцария (Schweizer Hitparade)        | 67             |
| Великобритания (UK Albums Chart)       | 22             |
| США (Billboard 200)                    | 4              |
| США (Billboard Top R&B/Hip-Hop Albums) | 1              |

## История релиза
| Регион         | Дата                            | Лейбл              |
| -------------- | ------------------------------- | ------------------ |
| США            | 24 марта 2009                   | Interscope Records |
| Канада         | 24 марта 2009                   | Interscope Records |
| Швейцария      | 17 апреля 2009                  | Universal Music    |
| Чехия          | 20 апреля 2009                  | Universal Music    |
| Польша         | 24 апреля 2009                  | Universal Music    |
| Австралия      | 24 апреля 2009                  | Interscope         |
| Великобритания | 4 мая 2009                      | Polydor Records    |
| Бразилия       | 22 мая 2009                     | Universal Music    |
| Германия       | 12 июля 2009                    | Universal Music    |
| Филиппины      | 5 июля 2009                     | Universal Music    |
| Япония         | 8 июля 2009                     | Universal Japan    |
| Германия       | 8 января 2010 - I Like Edition  | Universal Music    |
| Польша         | 16 апреля 2010 - I Like Edition | Universal Music    |